# Lijst van voetbalinterlands Jordanië - Oezbekistan
Deze lijst van voetbalinterlands is een overzicht van alle officiële voetbalwedstrijden tussen de nationale teams van Jordanië en Oezbekistan. De landen speelden tot op heden vijftien keer tegen elkaar. De eerste ontmoeting, een kwalificatiewedstrijd voor het Wereldkampioenschap voetbal 2002, werd gespeeld in Amman op 7 mei 2001. Het laatste duel, een vriendschappelijke wedstrijd, vond plaats op 27 januari 2025 in Doha (Qatar).

## Wedstrijden
| №  | Plaats   | Datum             | Competitie           | Wedstrijd              | Uitslag |
| -- | -------- | ----------------- | -------------------- | ---------------------- | ------- |
| 1  | Amman    | 7 mei 2001        | WK 2002 kwalificatie | Jordanië – Oezbekistan | 1 – 1   |
| 2  | Tasjkent | 27 april 2001     | WK 2002 kwalificatie | Oezbekistan – Jordanië | 2 – 2   |
| 3  | Tasjkent | 22 maart 2008     | Vriendschappelijk    | Oezbekistan – Jordanië | 4 – 1   |
| 4  | Doha     | 21 januari 2011   | Azië Cup 2011        | Oezbekistan – Jordanië | 2 – 1   |
| 5  | Sharjah  | 2 januari 2011    | Vriendschappelijk    | Jordanië – Oezbekistan | 2 – 2   |
| 6  | Amman    | 13 augustus 2012  | Vriendschappelijk    | Jordanië – Oezbekistan | 0 – 1   |
| 7  | Amman    | 15 augustus 2012  | Vriendschappelijk    | Jordanië – Oezbekistan | 2 – 0   |
| 8  | Amman    | 6 september 2013  | WK 2014 kwalificatie | Jordanië − Oezbekistan | 1 − 1   |
| 9  | Tasjkent | 10 september 2013 | WK 2014 kwalificatie | Oezbekistan − Jordanië | 1 − 1   |
| 10 | Tasjkent | 4 september 2014  | Vriendschappelijk    | Oezbekistan − Jordanië | 2 − 0   |
| 11 | Dubai    | 21 december 2014  | Vriendschappelijk    | Oezbekistan − Jordanië | 2 − 1   |
| 12 | Tasjkent | 10 november 2016  | Vriendschappelijk    | Oezbekistan − Jordanië | 1 − 0   |
| 13 | Dubai    | 15 februari 2021  | Vriendschappelijk    | Oezbekistan − Jordanië | 2 − 0   |
| 14 | Amman    | 12 oktober 2021   | Vriendschappelijk    | Jordanië − Oezbekistan | 3 − 0   |
| 15 | Doha     | 27 januari 2025   | Vriendschappelijk    | Oezbekistan − Jordanië | 0 − 0   |

## Samenvatting
| Competitie        | Totaal gespeeld | Winst Jordanië | Gelijk | Winst Oezbekistan | Doelsaldo Jordanië – Oezbekistan |
| ----------------- | --------------- | -------------- | ------ | ----------------- | -------------------------------- |
| WK-kwalificatie   | 4               | 0              | 4      | 0                 | 5 − 5                            |
| Azië Cup          | 1               | 0              | 0      | 1                 | 1 − 2                            |
| Vriendschappelijk | 10              | 2              | 2      | 6                 | 9 − 14                           |
| Totaal            | 15              | 2              | 6      | 7                 | 15 − 21                          |

JFA · A-internationals · Bondscoaches · Selecties · Jordaans vrouwenelftal · Olympisch elftal · Jordanië U20 · Jordanië U19 · Jordanië U18 · Jordanië U17
1953 – 1969 · 
1970 – 1979 · 
1980 – 1989 · 
1990 – 1999 · 
2000 – 2009 · 
2010 – 2019 ·
2020 − 2029
1953 · 
1954 · 1955 · 1956 · 
1957 · 
1958 · 1959 · 1960 · 1961 · 1962 · 
1963 · 
1964 · 
1965 · 
1966 · 
1967 · 1967 · 1969 · 1970 · 
1971 · 
1972 · 1973 · 
1974 · 
1975 · 
1976 · 
1977 · 1978 · 1979 · 1980 · 
1981 · 
1982 · 
1983 · 
1984 · 
1985 · 
1986 · 
1987 · 
1988 · 
1989 · 
1990 · 
1991 · 
1992 · 
1993 · 
1994 · 1995 · 
1996 · 
1997 · 
1998 · 
1999 · 
2000 · 
2001 · 
2002 · 
2003 · 
2004 · 
2005 · 
2006 · 
2007 · 
2008 · 
2009 · 
2010 · 
2011 · 
2012 · 
2013 · 
2014 ·
2015 ·
2016 ·
2017 ·
2018 ·
2019 ·
2020 ·
2021 ·
2022 ·
2023
Afghanistan ·
Albanië ·
Algerije ·
Armenië ·
Australië ·
Azerbeidzjan ·
Bahrein ·
Bangladesh ·
Bosnië en Herzegovina ·
Bulgarije ·
Cambodja ·
China ·
Colombia ·
Cyprus ·
Ecuador ·
Egypte ·
Estland ·
Filipijnen ·
Finland ·
Georgië ·
Haïti ·
Hongarije ·
Hongkong ·
India ·
Indonesië ·
Irak ·
Iran ·
Ivoorkust ·
Jamaica ·
Japan ·
Jemen ·
Kazachstan ·
Kenia ·
Kirgizië ·
Koeweit ·
Kosovo ·
Kroatië ·
Laos ·
Libanon ·
Libië ·
Litouwen ·
Maleisië ·
Malta ·
Marokko ·
Mauritanië ·
Moldavië ·
Nepal ·
Nieuw-Zeeland ·
Nigeria ·
Noord-Korea ·
Noorwegen ·
Oezbekistan ·
Oman ·
Pakistan ·
Palestina ·
Paraguay ·
Qatar ·
Saoedi-Arabië ·
Servië ·
Sierra Leone ·
Singapore ·
Slowakije ·
Soedan ·
Spanje ·
Sri Lanka ·
Syrië ·
Tadzjikistan ·
Taiwan ·
Thailand ·
Trinidad en Tobago ·
Tsjaad ·
Tunesië ·
Turkmenistan ·
Uruguay ·
Verenigde Arabische Emiraten ·
Vietnam ·
Wit-Rusland · 
Zambia ·
Zimbabwe ·
Zuid-Jemen ·
Zuid-Korea ·
Zuid-Soedan ·
Zweden
UFF · A-internationals · Bondscoaches · Statistieken · Oezbeeks vrouwenelftal · Olympisch elftal · Oezbekistan U21 · Oezbekistan U20 · Oezbekistan U19 · Oezbekistan U18 · Oezbekistan U17
1990 – 1999 ·
2000 – 2009 ·
2010 – 2019 ·
2020 – 2029 ·
1994 · 
1995 · 
1996 · 
1997 · 
1998 · 
1999 · 
2000 · 
2001 · 
2002 · 
2003 · 
2004 · 
2005 · 
2006 · 
2007 · 
2008 · 
2009 · 
2010 · 
2011 · 
2012 · 
2013 · 
2014 ·
2015 ·
2016 ·
2017 ·
2018 ·
2019 ·
2020 ·
2021 ·
2022 ·
2023
Albanië ·
Armenië ·
Australië ·
Azerbeidzjan ·
Bahrein ·
Bangladesh ·
Bolivia ·
Bosnië en Herzegovina ·
Burkina Faso ·
Cambodja ·
Canada ·
China ·
Costa Rica ·
Estland ·
Filipijnen ·
Georgië ·
Hongkong ·
India ·
Indonesië ·
Irak ·
Iran ·
Israël ·
Japan ·
Jemen ·
Jordanië ·
Kameroen ·
Kazachstan ·
Kirgizië ·
Koeweit ·
Letland ·
Libanon ·
Malediven ·
Maleisië ·
Marokko ·
Mexico ·
Mongolië ·
Montenegro ·
Nieuw-Zeeland ·
Nigeria ·
Noord-Korea ·
Oeganda ·
Oekraïne ·
Oman ·
Palestina ·
Qatar ·
Rusland ·
Saoedi-Arabië ·
Senegal ·
Singapore ·
Slowakije ·
Sri Lanka ·
Syrië ·
Tadzjikistan ·
Taiwan ·
Thailand ·
Turkije ·
Turkmenistan ·
Uruguay ·
Venezuela ·
Verenigde Arabische Emiraten ·
Verenigde Staten ·
Vietnam ·
Wit-Rusland ·
Zuid-Korea ·
Zuid-Soedan ·
Zweden